# 格紋中鋸鯻
格紋中鋸鯻，為輻鰭魚綱鱸形目鯻科的其中一個種。

## 分布
本魚分布於西太平洋區，包括日本、臺灣、印尼、澳洲、新喀里多尼亞、菲律賓、越南、所羅門群島、萬那杜、新幾內亞等海域。

## 特徵
本魚體呈銀灰色，背側具淡綠灰色，側線上具有一灰色帶，其下有三列深灰黑色帶，背鰭基部下方具5條灰色垂直線。尾鰭基部及臀鰭基部具黑色斑塊，側線明顯，體被櫛鱗，背鰭硬棘11至12枚；背鰭軟條10至11枚；臀鰭硬棘3枚；臀鰭軟條8至9枚，體長可達23公分。

## 生態
本魚棲息在河口或沿海區，游泳力極強，喜歡溯溪而上，屬肉食性，以小型魚類、甲殼類及多毛類為食。

## 經濟利用
小至中型食用魚，清蒸、紅燒、煮湯皆適宜。